# Mina Ahadi
Mina Ahadi (1956) és un activista política iranianoaustríaca. Com a activista política comunista, és membre del Comitè Central i del Politburó del Partit Obrer-Comunista de l'Iran.
Mina Ahadi s'oposa a les lleis basades en la fe i promou els drets de la ciutadania i una llei secular. Ahadi també és la figura principal del Comitè Internacional contra els Afusellaments i del Comitè Internacional contra la Lapidació. També és la principal fundadora del Consell central alemany d'ex-musulmans. El Consell Central d'Ex-Musulmans pretén trencar el tabú que comporta la renúncia a l'Islam i oposar-se a les lleis d'apostasia i a l'Islam.

## Biografia
El marit d'Ahadi, que també era activista polític, va ser executat a l'Iran el dia de l'aniversari de la parella. La seva execució es va convertir en la seva motivació per lluitar contra la pena capital.
Viu i treballa a Alemanya i va ajudar a aconseguir la llibertat de Nazanin Fatehi a l'Iran. A causa de les amenaces de mort contra ella, viu sota protecció policial des del moment de la seva aparició pública com a presidenta del Consell Central d'Exmusulmans. Des d'octubre de 2018 és "ambaixadora" oficial de l'associació registrada intaktiv e. V. que treballa contra la circumcisió dels nens.
El 20 d'octubre de 2007, va ser guardonada amb el premi Secularist of the Year de la National Secular Society del Regne Unit. Ahadi té dues filles.